# Triantafillos (sångare)
Triantafyllos Hatzinikolaou  (Grekiska: Τριαντάφυλλος Χατζηνικολάου), född 20 juni 1977 i Rhodos, Grekland, är en grekisk musiker under artistnamnet Triantafillos (Grekiska: Τριαντάφυλλος)

## Biografi
Triantafillos föddes den 20 juni 1977 i Rhodos, där han växte upp och började sin konstnärliga karriär i musik. Vid en ålder av sju började han med pianolektioner, vilket var en viktig anledning till att han  blev involverad i sången. Vid 18 års ålder gjorde han sitt första framträdande på en musikplats i Rhodos. Vid 19 års ålder fattade han beslutet att jaga sin dröm i Aten.

## Diskografi
- (1997) - Vlepo Kati Oneira, Columbia
- (1998) - Grammata Ki Afieroseis, Columbia
- (1999) - I Agapi Den Pernaei, Columbia
- (2000) - Min Argeis, Columbia
- (2001) - Afiste Minima, Columbia
- (2002) - Gia Mena Eisai Esi (även stavat Gia Mena Ise Esi), Columbia
- (2003) - Mazi Xana, Columbia
- (2004) - Kalitera, Alpha Records
- (2006) - Live + 5 Studio, AlphaMark Music
- (2008) - Sto Diko Mou Stathmo, Alpha Records

### Medverkan med egna spår på samlingsskivor
- (2020) - Adrenalini, Icon Music

### Omslag Upplagor
- (2021) - Spao Ta Rologia, Heaven Music
- (2021) - An Peraseis Tin Porta, Heaven Music
- (2021) - Vlepo Kati Onira, Heaven Music

### Duett
- (1997) - Mi Gyriseis Xana (duett med Natasa Theodoridou), Columbia Records
- (1999) - M' Afise (duett med Dionysis Skhinas), Columbia Records
- (2000) - I Fili (duett med Kostas Doxas), Columbia Records
- (2002) - Mia Zoi (duett med Irini Merkouri), Columbia Records
- (2014) - Sou T'Orkizomai (även Elias Gee medverkar), Xronis Music
- (2016) - Ap' To Tilefono (duett med Tus), Y.O.L.Ο
- (2019) - Ta Spao (duett med Tus), GABI Music
- (2020) - Pame (duett med Petros Imvrios), Icon Music
- (2021) - Spao Ta Rologia (Themis Georgantas Mad VMA Remix) (duett med Alcatrash), Panik Records
- (2023) - Argouses (duett med Elena Grekou), Heaven Music
- (2023) - Boom Boom (duett med Bo), Heaven Music

### Singlar
- (2009) - Epitelous Oi Dyo Mas, 4Music
- (2011) - Kainourgia Ekana Arhi, Final Touch - Universal
- (2012) - Den Paizei Tipota, Xronis Music
- (2012) - Ma Ti Fantastikes, Xronis Music
- (2012) - Feugo Prota Ego, Xronis Music
- (2012) - Edo Teleionei To Paihnidi, Xronis Music
- (2013) - Terma Sou Leo, Xronis Music
- (2013) - Den Asteieuomai, Xronis Music
- (2014) - Ananeomenos Kai Trelos, Xronis Music
- (2015) - Kala Mas Kaneis, Xronis Music
- (2016) - Adrenalini, Xronis Music
- (2016) - To Pio Glyko Koritsaki, Play Records
- (2017) - Htypise Kokkino, Play Records
- (2018) - Gyalini Kardia, Play Records
- (2019) - Ta Spao, Digital Ray Records
- (2020) - Se Tentomeno Skhini, Icon Music
- (2022) - Ola Akatallila, Heaven Music
- (2022) - Se Perno Gia Na Sou Po, Gold Records - Heaven Music